# Pseudechiniscus occultus
Pseudechiniscus occultus är en djurart som tillhör fylumet trögkrypare, och som beskrevs av Hieronymus Dastych 1980. Pseudechiniscus occultus ingår i släktet Pseudechiniscus och familjen Echiniscidae. Inga underarter finns listade i Catalogue of Life.